# Hyaleucerea lemoulti
Hyaleucerea lemoulti là một loài bướm đêm thuộc phân họ Arctiinae, họ Erebidae.